# Nate Silver
Nathaniel Read "Nate" Silver (East Lansing, 13 de janeiro de 1978) é um estatístico americano, conhecido por ter previsto correctamente os resultados das eleição presidenciais americanas de 2008 e 2012 e por ter escrito o livro The Signal and the Noise.

## FiveThirtyEight
Nate Silver é editor de FiveThirtyEight (538), blog que depois foi de The New York Times e, mais tarde, adquiro pela ESPN em que se analisam dados e que se produzem explicações. O site de Silver, inclusive, inspirou modelos brasileiros de projeção de votos desenvolvidos por pesquisadores. Estudos pelo mundo mostram que, em geral, se o eleitor está satisfeito, vota no partido que está no poder; se está insatisfeito, vota na oposição.
O nome do site 538 é uma referência ao número de eleitores no colégio eleitoral norte-americano.

## Análises eleitorais
Nate Silver analisa eleições presidenciais dos Estados Unidos.

### Eleições de 2008
Silver acertou as previsões de 49 dos 50 estados americanos nas eleições presidenciais. Errou somente a previsão do estado de Indiana.

### Eleições de 2024
Três semanas antes do encerramento das eleições nos Estados Unidos, Silver analisou um crescimento do Republicano Donald Trump, o que o colocaria em um empate com a Democrata Kamala Harris.

## Análises esportivas
Nate Silver fez algumas previsões sobre o Brasil nos esportes.  
Na Copa do Mundo FIFA de 2018, o Brasil era favorito ao título, segundo previsões de Nate e de outros especialistas esportivos e estatísticos. Porém, contrário a essas previsões, o time foi derrotado nas quartas-de-final pela Bélgica. Silver até brinca "O Brasil tem um histórico de ter performance pior do que as previsões".
Na Copa do Mundo de Futebol Feminino de 2019, cumpriu a previsão de que o Brasil perderia para a Austrália em um jogo de fase de grupos. O Brasil teria 3% de chance de vencer a copa, enquanto o time favorito seria os Estados Unidos, com 23% de chance de vitória e que acabaram, de fato, conquistando a taça pela quarta vez.

## Vida pessoal
Nate Silver é abertamente gay.  Ele se assumiu aos pais após passar um ano em Londres estudando Economia.

## Obras

### Livros
- 2012: O Sinal e o Ruído.[12][2]
- 2024: On the Edge: The Art of Risking Everything.[13]

## Prêmios e reconhecimentos
- 30 de abril de 2009: nomeado As 100 Pessoas Mais Influentes  pela Revista TIME.[14]